# Espirodiclofeno
Espirodiclofeno, cuja fórmula química é 3-(2,4,dichlorophenyl)-2-oxo-1-oxaspiro[4,5]dec-3-en-4yl 2,2-dimethylbutyrate, é o ingrediente ativo de um acaricida não-sistêmico do grupo cetoenol.
Sua marca comercial é Envidor, sendo a multinacional Bayer a tilular do registro.
O Envidor é muito utilizado na cultura de citrus, em rotação com outros produtos, tais como o Torque (Basf) e Sipcatin (Sipcan), para controle do ácaro da leprose.